# Gruppställt bestånd
Ett gruppställt bestånd betecknar i skogsbruk ett bestånd som karaktäriseras av mönstret ett antal träd står i en relativt tät grupp, med en viss glugg till nästa grupp, snarare än att stammarna är mer jämnt fördelade över ytan. Ett sådant bestånd kan ofta uppkomma naturligt, men uppkomsten undviks genom åtgärder som gallring och hjälpplantering på grund av att dessa bestånd har lägre tillväxt och större risk för skador än bestånd med jämnt fördelade stammar.